# Narvacan
Narvacan (Bayan ng Narvacan) är en kommun i Filippinerna. Kommunen ligger på ön Luzon, och tillhör provinsen Södra Ilocos. Folkmängden uppgår till 38 435 invånare.

## Barangayer
Narvacan är indelat i 34 barangayer.
| - Abuor - Ambulogan - Aquib - Banglayan - Bantay Abot - Bulanos - Cadacad - Cagayungan - Camarao - Casilagan - Codoog - Dasay | - Dinalaoan - Estancia - Lanipao - Lungog - Margaay - Marozo - Naguneg - Orence - Pantoc - Paratong - Parparia | - Quinarayan - Rivadavia - San Antonio - San Jose - San Pablo - San Pedro - Santa Lucia - Sarmingan - Sucoc - Sulvec - Turod |